# Tomas Kuisma
Tomas Kuisma (* 30. Juli 2004) ist ein finnischer Skispringer.

## Werdegang
Kuisma startete seit 2013 auf Landesebene im Juniorenbereich und ab 2016 auch international. Er gehörte zu finnischen Auswahl bei den Olympischen Jugend-Winterspielen 2020 sowie den Junioren-Weltmeisterschaften 2022, 2023 und 2024.
Am 24. August 2019 debütierte Kuisma in Râșnov im FIS-Cup. In dieser Wettkampfserie erreichte er bis zum Ende der Saison 2024/25 drei Platzierungen unter den besten Zehn. Am 19. Dezember 2021 ging er in Ruka zum ersten Mal im Skisprung-Continental-Cup (COC) an den Start, am 18. März 2023 erreichte Kuisma in Lahti als 27. seine ersten Wettkampfpunkte im COC. Am selben Ort gab er am 22. März 2025 sein Weltcupdebüt und holte mit Platz 30 einen Punkt. Eine Woche später nahm Kuisma in Planica erstmals an einem Skifliegen teil.

## Statistik

### Weltcup-Platzierungen
| Saison  | Platz | Punkte |
| ------- | ----- | ------ |
| 2024/25 | 068.  | 001    |

### Continental-Cup-Platzierungen
| Saison  | Sommer | Sommer | Winter | Winter | Gesamt | Gesamt |
| Saison  | Platz  | Punkte | Platz  | Punkte | Platz  | Punkte |
| ------- | ------ | ------ | ------ | ------ | ------ | ------ |
| 2022/23 | —      | —      | 099.   | 004    | 122.   | 004    |
| 2024/25 | —      | —      | 096.   | 004    | 117.   | 004    |